# Кондос, Джим
Джеймс Хри́стос «Джим» Ко́ндос (англ. James Christos «Jim» Condos; род. 29 января 1951, Ориндж, Нью-Джерси, США) — американский бизнесмен и политик-демократ, член Сената Вермонта, секретарь штата Вермонт, президент Национальной ассоциации секретарей штатов.

## Биография
Родился в греческой рабочей семье, американский грек во втором поколении. Его отец, Христос «Крис» Джеймс Кондос (1926—2015), занимался ресторанным бизнесом, а мать Айрин Катакалос работала помощницей по административным вопросам декана колледжа искусств и наук Вермонтского университета. Когда Джиму было четыре года, его семья переехала в Берлингтон, а позднее в Саут-Берлингтон, где он окончил среднюю школу.
В 1974 году получил степень бакалавра ресурсной экономики в Вермонтском университете.
В 1978—2010 годах работал в частном секторе, в том числе менеджером по работе с клиентами в фармацевтической компании Warner Lambert (1978—1995) и менеджером по маркетингу в газовой компании Vermont Gas Systems (1998—2002).
В 1989—2007 годах — член (1989—1999) и председатель (1999—2007) городского совета Саут-Берлингтона.
В 2001—2009 годах — член Сената Вермонта.
С 2011 года — секретарь штата Вермонт.
С 2018 года — президент Национальной ассоциации секретарей штатов.

## Личная жизнь
Имеет дочь.